# 芬兰陆军元帅
芬蘭國防軍中的军衔陆军元帅（芬蘭語：sotamarsalkka）并非官方现役军衔，而是只能授予“特别优秀的将军”的荣誉军衔。至今，仅有曾经的芬兰国防委员会主席卡尔·古斯塔夫·埃米尔·曼纳海姆男爵在1933年5月19日获得过此军衔。
陆军中將曼纳海姆曾在1918年的芬蘭內戰中指挥白卫队，早在1928年，即内战结束10周年之际，就曾有人提议晋升他为陸軍元帥。当时该提议因被認為“过于好战”而被否决，也有人担心此等晋升会引发政治争议。但内战白卫队老兵们还是将一把非正式的元帥杖献给了曼纳海姆。五年后，芬兰国务院见政治环境已经成熟，便决定将陆军元帅军衔授予曼纳海姆。该决定一直保密，直到正式宣布时，曼纳海姆本人才得知，可谓一场惊喜。他曾表示“在这样一个极度民主化的小国家，享有陆军元帅这样的至高军衔似乎会让我显得很自负”:110，但同时也承认此次授衔“性质并不太恶劣，一个元帅头衔没耗费国家任何资源”。:110
陆军元帅在芬兰一直是荣誉军衔，而非正式在職軍人军衔，其原因尚未可知，当时的曼纳海姆因受此荣誉而有些惊愕。获颁军衔后，曼纳海姆需上缴4000芬蘭馬克的印花税。曼纳海姆在国防委员会的秘书、当时军衔为中校的阿克塞尔·艾罗曾试图让国防军或国防部承担这笔税金，因为按照惯例，授予某人荣誉的组织一般都会承担该荣誉附加的税费。但这一次，阿克塞尔·艾罗未能找到能代付税费的组织，最后只能把税单呈给曼纳海姆，后者带着讽刺地说，“得亏他们没给我颁个更高的军衔”。曼纳海姆起初还担心既然陆军元帅不是正式军衔，那自己可能就不再是国防军的一员了，但官方之后向他确认，他在芬兰陆军中的軍銜依然是骑兵将军（ratsuväenkenraali，曼纳海姆自1918年起的正式军衔）。
曼纳海姆于内战结束15周年纪念日的三天之后获封陆军元帅，因为他本人不愿因自己获得荣誉而揭开民族战争伤疤，不能在纪念日（5月16日）当天接受荣誉。获颁荣誉军衔的同时，曼纳海姆又获颁了一把全新的官方元帥杖，但他还是更喜欢那把非正式的旧元帅杖，因为后者重量更轻。
实际上，芬兰国防军对陆军元帅军衔的态度几乎和其他现役军衔一样。曼纳海姆和艺术家、作家阿尔诺·卡里莫（Aarno Karimo）合作设计了陆军元帅领章，该领章上的三个持剑狮子纹章（芬兰国徽的一部分）与最高阶将军领章上的一样，只是另增加了两把交叉的元帅杖。（注：在芬兰国防军于1995年增加准将军衔后，其最高阶将军的军衔领章上的狮子纹章改为4个）
1942年6月4日，在曼纳海姆75岁生日之际，芬兰官方又授予他“芬兰元帅”（芬兰语：Suomen marsalkka）头衔，该头衔是专门为他设立的，仅为象征性头衔，他的军衔领章未有改变。